# Biocycle slakkenkweek

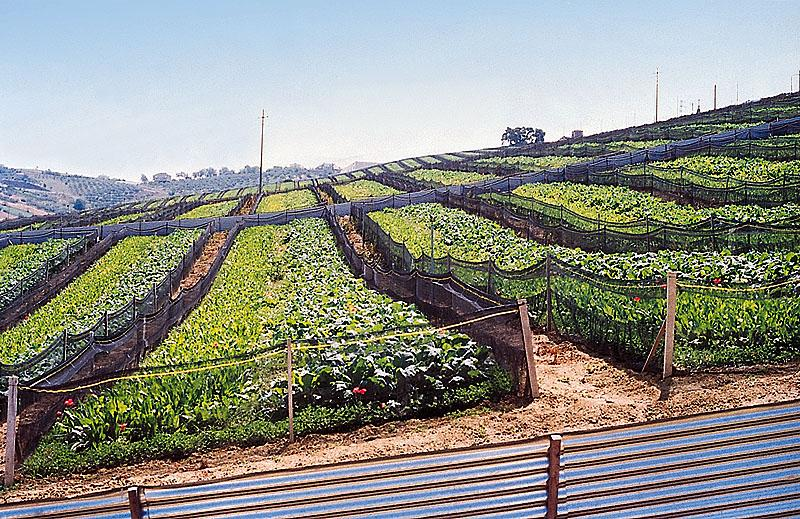
Een grote biocycle-slakkenkwekerij in Italië

De biocycle-slakkenkweek is een half intensieve openluchtslakkenkweekmethode waar het kweekproces is gebaseerd op de levenscyclus van de slak onder lokale, natuurlijke omstandigheden. De slak vertoeft dan ook van geboorte tot volgroeiing in het buitenlucht.
Dit systeem is half intensief en relatief goedkoop. De jaarlijkse productie ervan is echter ook met tien ton per hectare relatief laag.

## Geschiedenis
De biocycle-slakkenkweekmethode werd in de 1970er jaren voor het eerst door Giovani Avagnini ontwikkeld. Hij bleek succesvol en kreeg andere kwekers mee om volgens dit systeem te kweken. In 1973 heeft Avagnini het International Snail Breeding Institute (ISBI) opgericht, die de biocycle-slakkenkweekmethode internationaal propageert. In 2016 is deze methode door het instituut herdoopt tot 'Cherasco slakkenmethode' (chiocciola metodo Cherasco). In wetenschappelijke termen wordt deze wereldwijd toegepaste methode ook wel een Italian semi-intensive snail farming (ISISF)-systeem genoemd.

## Beschrijving

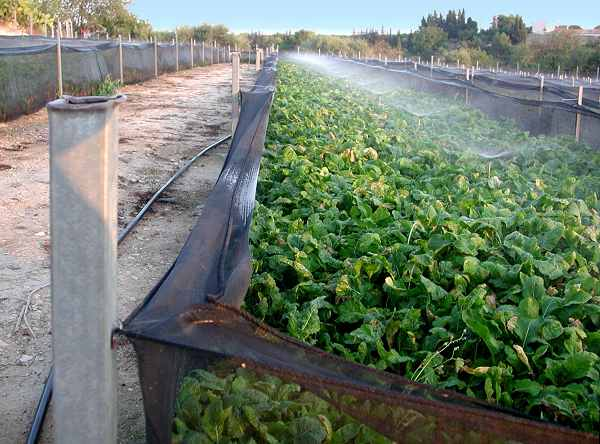
Closeup van een park. De sprinklers en de Italiaanse slakkenbarrière zijn zichtbaar.

Een typische biocycle slakkenkwekerij bestaat uit parken van twee typen. De eerste type bevat groenten met relatief hoge proteïnegehalte (voor de eiproductie) en die langere tijd de vraatzucht van volwassen slakken overleven. In deze parken bevinden zich de moederslakken die er paren en eieren in de grond leggen.
De tweede type park bevat zachtere groente, die makkelijker door babyslakken en juvenielen te verteren zijn en relatief veel kalk bevatten (voor schaalontwikkeling). De babyslakken die geboren worden in het eerste type park worden naar deze park verhuisd.
De door het ISBI geadviseerde planten zijn onder meer Galicische kool (Brassica oleracea var. viridis), biet (Beta vulgaris var. cicla), cichorei (Cichorium intybus), witte klaver (Trifolium repens) en zonnebloem (Helianthus annuus).
De parken zijn meestal omheind met een zogenaamd 'Italiaans' slakkenbarrière. Dat is een gaashekwerk met twee doorlopende flappen, die het ontsnappen van slakken niet onmogelijk maakt, maar wel bemoeilijkt. Voorts bevatten de parken een landbouw sprinklerinstallatie met gefixeerde microsprinklers.

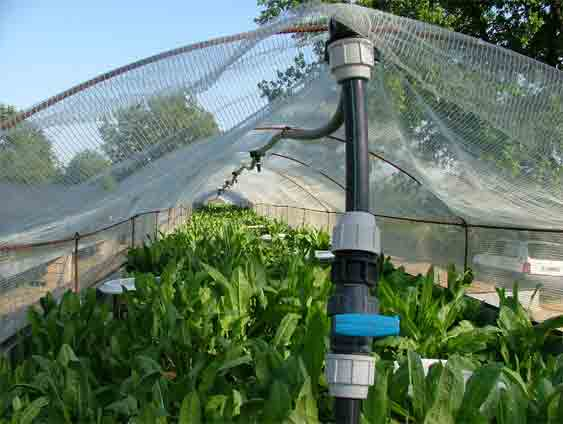
Vogelnet

Het terrein als geheel is omgeven door gegalvaniseerd golfplaten, om grotere roofdieren en ongedierte zoveel mogelijk buiten de deur te houden. Wanneer er overlast is van vogels, dan worden vogelnetten over de parken gespannen. In gebieden waar overmatige zonneschijn is en het bladgroen niet voor voldoende beschutting aan de slakken kan zorgen, dan kan in plaats van vogelnetten schaduwnetten gebruikt worden.
Deel van het biocycle-systeem is dat onvolgroeide en toekomstige moederslakken voor de overwintering in de parken blijven. In koude streken waar sneeuw en vorst kan voorkomen, wordt ter bescherming van deze slakken LFC (lutrasil Frost Cloth) gebruikt. Dat is landbouwplastic van ongeweven polypropeen, met de eigenschappen dat het ademt, tegen regen beschermd en de temperatuur onder het zeil enkele graden boven de temperatuur van het buitenlucht houdt.

## Niet biologisch
De biocycleslakkenkwekerij kan biologisch zijn, maar is dat in beginsel niet. Het ISBI adviseert namelijk het gebruik van onder andere kunstmest voor grondverbetering, rattengif en herbicides. Deze middelen worden dan ook veelvuldig gebruikt door de bij het instituut aangesloten kwekers.